# Ernst Ehlers
Ernst Heinrich Ehlers (Lüneburg, 11 novembre 1835 – Gottinga, 31 dicembre 1925) è stato uno zoologo tedesco.

## Biografia
Studiò medicina e scienze naturali all'Università di Göttingen, conseguendo il dottorato nel 1861. Fu influenzato nel corso della sua carriera da Rudolf Wagner (1805-1864) e Wilhelm Moritz Keferstein (1833-1870). Nel 1869 divenne professore ordinario di zoologia, anatomia comparata e medicina veterinaria all'Università di Erlangen. Dal 1874 al 1919, fu professore di zoologia e anatomia comparata a Gottinga. Nel 1890 fu uno dei fondatori della Deutschen Zoologischen Gesellschaft.
Descrisse molte specie di invertebrati. Il genere di polichete Ehlersia (de Quatrefages, 1866) della famiglia Syllidae prende il suo nome.

## Opere principali
- Die Borstenwürmer (Annelida Chaetopoda) nach systematischen und anatomischen Untersuchungen dargestellt, (1864-68).
- Polychaeten, 1897.
- Polychaeten Hamburger Magelhaensische Sammelreise, 1897.
- Die Polychaeten des Magellanischen und Chilenischen Strandes, 1901.
- Polychaeten von Java und Amboina. Ein beitrag zur kenntnis der malaiischen strandfauna, 1920.

| Ehlers è l'abbreviazione standard utilizzata per le specie animali descritte da Ernst Ehlers. Categoria:Taxa classificati da Ernst Ehlers |